# Australian Professional Championship 1968
L'Australian Professional Championship 1968 è stato il secondo evento professionistico della stagione 1968-1969 di snooker, il secondo Non-Ranking, e la 7ª edizione di questo torneo, che si è disputato dal luglio al 14 agosto 1968, presso lo Junior Rugby League Club di Sydney, in Australia.
Il campione in carica era Eddie Charlton, il quale è stato sconfitto in finale da Warren Simpson.
Il torneo è stato vinto da Warren Simpson, il quale ha battuto in finale Eddie Charlton per 11-10. L'australiano si è aggiudicato così il suo secondo Australian Professional Championship e il suo secondo titolo Non-Ranking in carriera.

## Fase a gironi
| N° | Giocatore      | M | V | P | FV | FP | DF |
| -- | -------------- | - | - | - | -- | -- | -- |
| 1  | Eddie Charlton | 3 | 3 | 0 | 23 | 16 | +7 |
| 2  | Norman Squire  | 1 | 0 | 1 | 6  | 7  | -1 |
| 3  | Warren Simpson | 1 | 0 | 1 | 5  | 8  | -3 |
| 4  | Allan McDonald | 1 | 0 | 1 | 5  | 8  | -3 |

## Finale
| Finale (21 frames) Junior Rugby League Club, Sydney, 14 agosto 1968. Arbitro: ? |       |                |
| Warren Simpson                                                                  | 11–10 | Eddie Charlton |
|                                                                                 |       |                |
| Warren Simpson vince l'Australian Professional Championship 1968                |       |                |